# Синагога Ел кал вјеж
Синагога Ел кал вјеж (хебр. בית הכנסת קהל ישן בבלגרד), позната још и као Стара синагога на Дорћолу, била је једна од београдских синагога, уништена током бомбардовања Београда 1941. године. Налазила се на простору данашње улице Високог Стевана 5, на Дорћолу.

## Историјат
Постоје различити извори о настанку ове синагоге, помиње се 17. и 18. век. Све до изградње синагоге Бет Израел 1908. године, такође на Дорћолу, Ел кал вјеж била је највећа и најзначајнија београдска синагога. Налазила се у тадашњој Јеврејској улици, а имала је правоугаоне основе с полукружном апсидом на јужној страни објекта, била димезија 36х8m. Током аустријско-турских ратова трпела је разна оштећења и више пута је обнављања. Више пута је страдала услед пожара (1752, 1790, 1795 и 1806. године), а почетак 19. века дочекала као једина синагога у Београду. На месту синагоге постојао је храм, на чијим темељима је изграђена. Реконструисана је 1819. године, а до уништења иако више пута оштећивана, није мењала изглед. Уништена је током бомбардовања Београда 1941. године, а послератне власти срушиле су и остатке објекта 1952. године и на том месту направиле војничку бараку, касније и кошаркашки терен.
Још 1978. године лоциран је јеврејски сакрални објекат на простору где се данас налази кошаркашки терен, али са испитивањем и откривањем локалитета кренуло се тек 2018. године. Радове је финансирала Јеврејска општина Београда.